# 王伯龍
王伯龍，沈州雙城人，金初将领。

## 传记

### 早年
遼国末年，王伯龍聚集了一伙人做强盗。

### 金国时期
天輔二年（1118年），王伯龍率眾二萬及其輜重投降女真，授世襲猛安，知銀州，兼知雙州。四年，完颜阿骨打攻臨潢，伯龍與韓慶和以兵護糧餉。挽夫一千五百人皆授甲，慶和已將兵行前，伯龍從糧居後，遇遼兵五千余邀于路，伯龍率挽夫擊敗之，獲馬五百匹。六年，從攻下中京，並克境內諸山寨，為靜江軍節度使留後。天會元年，真授節度使，從完颜宗望討張覺于平州，伯龍先登馳擊，手殺數十百人，遷右金吾衛將軍。白河之戰，伯龍當其左軍，麾兵疾馳蹂之，宋軍亂，金军乘勝奮擊敗之。
完颜宗望伐宋，伯龍為先鋒，次保州，遭遇到5万宋军，击败了他们，招降新樂軍民十余萬人。大軍圍汴梁，宋太尉何巉以軍數萬出酸棗門，伯龍以本部遮擊，多所斬獲。等到攻破汴梁，伯龍以治攻具有功。在洺州進破孔彥舟、酈瓊眾三萬。这一年，同知保州兵馬安撫司事，將兵數千攻克了北平。複取保州、河間。金睿宗經略山東，伯龍從攻青州，没能攻下，城中夜出兵襲伯龍營，伯龍不及甲，獨被衣挺刃拒營門，敵不得入，因奮擊殺數十人。已而軍士皆甲出，殺傷宋兵不可勝計，並獲其一將，斬之。等攻下青州，第功，伯龍第一。
六年，還攻莫州，降之，加太子少保、莫州安撫使。破李固寨眾十余萬於濮州。濮城守，城中鎔鐵揮我軍，攻之不能克。伯龍被重甲，首冠大釜，挺槍先登，殺守陴者二十餘人。大軍相繼而上，攻克了濮州城。進攻徐州，伯龍複先登，充徐、宿、邳三路軍馬都統。敗高托山之眾十五萬余於清河。進擊韓世忠於邳州，走之，與大軍会师于宿遷，追世忠至揚州。還攻泗州。泗州守將出城投降。屯軍嵫陽，破陳宏賊眾四十余萬。破黃戩于單州。進攻歸德，軍帥遣王伯龍立攻具，伯龍带二十餘騎观察战场地形，城中忽然冲出千餘士兵，想要生擒伯龍，伯龍縱騎馳之，敵兵亂，墮隍而死者幾二百人。破王善之眾於巢縣，取廬州、和州，伯龍的功劳很多。軍渡採石，擊敗岳飛、劉立、路尚等兵，獲芻糧數百萬計。還過真、揚，道遇酈瓊、韓世忠軍，複戰敗之。複為莫州安撫，改知澤州。太行群賊往往嘯聚，伯龍都平定了他们。
天眷元年（1138年），王伯龍為燕京馬軍都指揮使。從元帥府複收河南，權武定軍節度使，兼本路都統。宋兵占據許州，伯龍擊走之，招複其人民。这一年秋，泰安卒徒張貴驅脅良民，據險作亂，伯龍討平了張貴。
皇統元年（1141年），以本部從完颜宗弼南伐，攻破濠州而還。三年，為武定軍節度使，改延安尹，寧昌軍節度使。天德三年，改河中尹，徙益都尹，封廣平郡王。卒，年六十五。
正隆間，例贈特進、定國公。